# ابن ابی‌یحیی
ابواسحاق، ابراهیم اَسلَمی شهرت‌یافته به ابن اَبی‌یَحییٰ (؟ -۸۰۰م) (نسب: ابراهیم بن محمد بن ابی‌یحییٰ سمعانِ اسلمی) محدث حجازی در سدهٔ دوم هجری از مردم مدینه بود. از شیوخ شافعی در کودکی‌اش بوده است. برخی رجال حدیث به ابن ابی‌یحیی طعن زده‌اند و او را قَدری و معتزلی دانسته‌اند. الموطأ از آثار اوست.